# حزب قدرت مردم (کره جنوبی)
حزب قدرت مردم (کره‌ای: 국민의힘; هانجا: 國民의힘; لاتین‌نویسی اصلاح‌شده: Gugminuihim)، که سابقاً با نام حزب اتحاد آینده (کره‌ای: 미래통합당; هانجا: 未來統合黨; لاتین‌نویسی اصلاح‌شده: Miraetonghapdang; lit. Future United Party) شناخته می‌شد، یک حزب سیاسی محافظه کار در کره جنوبی است.
این حزب در تاریخ ۱۷ فوریه ۲۰۲۰ با ادغام حزب لیبرال کره، حزب محافظه‌کار نو، و Onward for Future 4.0 و همچنین چندین حزب سیاسی کوچک و سازمان سیاسی تشکیل شد. پس از انتخابات مجلس کره جنوبی (۲۰۲۰)، دومین حزب بزرگ مجلس ملی با ۱۰۳ نماینده مجلس شد.